# Volvera
Volvera (La Volvera in piemontese) è un comune italiano di 8 385 abitanti della città metropolitana di Torino in Piemonte.

## Geografia fisica

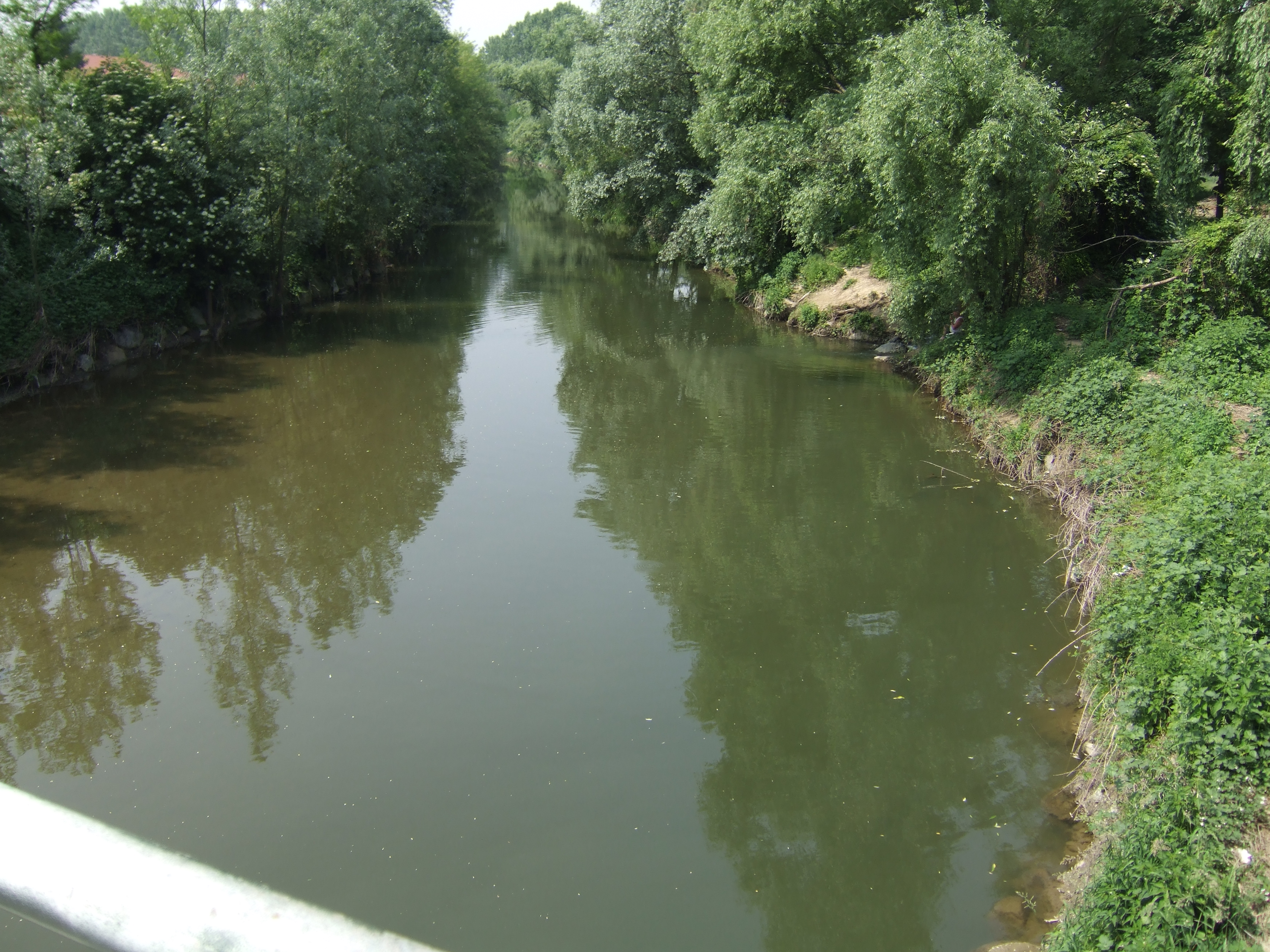
Il Chisola a Volvera

Il territorio del comune di Volvera, tutto pianeggiante, si estende su un antico terrazzo alluvionale. Il centro del paese si trova a una quota di 251 m sul livello del mare.
I terreni sono molto diversificati, da quelli sciolti con abbondanza di sassi fino a quelli sabbioso-limosi, passando per quelli fortemente argillosi (a quest'ultima caratteristica è dovuta la presenza in passato di una fornace per la produzione di terracotta). Il comune è bagnato dal torrente Chisola.

## Storia
Nell'antichità Volvera era conosciuta come Laurera, nome probabilmente dovuto alle piante di lauro presenti nel paese e attorno alle mura dell'antico castello di Volvera.

Le prime notizie sul centro abitato risalgono all'XI secolo: nel 1029, infatti, la metà del paese venne donata dal vescovo di Asti, Alrico, al monastero di San Giusto di Susa, che ottenne l'altra metà dal prete Sigifredo nel 1037.
Nel XII secolo il paese entrò a far parte dei possedimenti dei conti di Piossasco. Gualtieri I, all'interno della politica di ampliamento del suo feudo, occupò Volvera, sottraendola al controllo dei monaci. Nonostante l'appello al conte Amedeo III di Savoia, pronunciatosi a favore dei monaci, questi ultimi non riebbero il feudo, anche per il non fattivo intervento di Amedeo che non voleva inimicarsi i Piossasco, da tempo suoi fedeli seguaci. I Piossasco rimasero quindi feudatari di Volvera fino all'abolizione della feudalità alla fine del XVIII secolo.

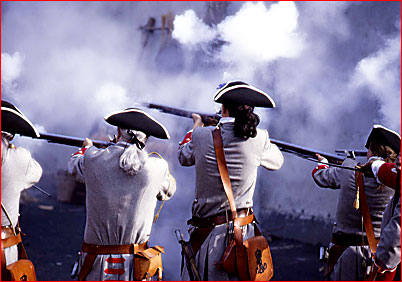
Rievocazione storica della battaglia della Marsaglia, che si tiene ogni due anni nelle campagne di Volvera

Volvera fu sede di numerosi scontri di truppe, tra cui sono da ricordare quelli culminati nella battaglia della Marsaglia (4 ottobre 1693) e il passaggio di truppe francesi nel 1799 in occasione della presa di possesso del Piemonte, dopo la cacciata del re Carlo Emanuele IV. Dopo la battaglia della Marsaglia il centro abitato di Volvera venne rovinato, incendiato e saccheggiato con danni immensi che restarono evidenti per molto tempo e non venne risparmiata neanche la chiesa parrocchiale. A causa dei più di dodicimila soldati caduti nelle campagne e lasciati insepolti per settimane, i terreni rimasero incoltivabili per anni: una volta sepolti i caduti, i campi furono decorati da centinaia di croci in legno; oggi in memoria dei caduti è presente il monumento "Croce Barone", una grande croce in pietra installata sulla strada antica di Pinerolo nel 1913.

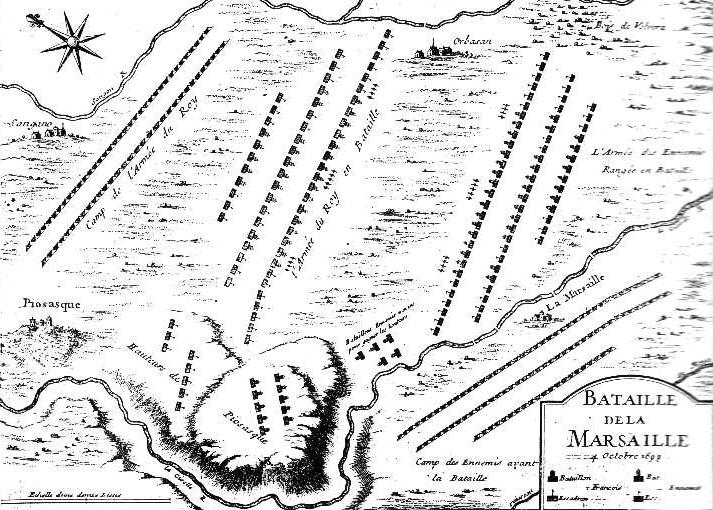
Piano della battaglia della Marsaglia (ottobre 1693)

### Secondo conflitto mondiale
Volvera e le campagne confinanti furono sede di vari aviolanci alleati e dal dicembre del 1944 il paese fu centro del comando della "Brigata Campana", costituita da vari gruppi partigiani per un totale di circa 200 combattenti che attuarono svariate operazioni di sabotaggio e scontri a fuoco che portarono alla liberazione dei paesi e delle valli vicine.

### Simboli
Lo stemma e il gonfalone sono stati concessi con decreto del presidente della Repubblica del 19 gennaio 1999.
Il gonfalone è un drappo di rosso.

## Monumenti e luoghi d'interesse

### Architetture civili
- Palazzotto Juva

### Architetture religiose

#### Chiesa di San Giovanni
Costruita intorno all'anno 1000, è stata la chiesa parrocchiale fino al 1617. Sorge al centro del cimitero comunale e presenta un ciclo di affreschi del XVI secolo e uno del XIX secolo.

#### Chiesa patronale dell'Assunzione di Maria Vergine
La costruzione della chiesa parrocchiale fu ordinata dall'arcivescovo di Torino Carlo Broglia nella sua visita pastorale del 1595, perché quella vecchia - l'attuale chiesa di San Giovanni Battista del cimitero, risalente al XIII secolo - era diventata scomoda per il paese che si andava espandendo. Furono necessari 20 anni, dal 1598 al 1618, per portare a termine l'opera.
Già in origine la chiesa era composta da tre navate, ma nel corso degli anni, in seguito alle varie ristrutturazioni, è stata arricchita via via da statue, cornici e capitelli (da ricordare i due principali cambiamenti, che furono la ricostruzione del pavimento in losoni di pietra e la sostituzione dell'originale altare di legno con uno di marmo).

#### Chiesa dello Spirito Santo o della Confraternita
La chiesa dello Spirito Santo, conosciuta come la "cappella della confraternita", sorge in via XXIV Maggio e presenta una facciata intonacata con timpano triangolare. Il campanile barocco in mattoni e con cupola in rame è notevole per l'armonia del disegno di impostazione juvarriana. All'interno è presente un'opera pittorica attribuita a C. Sacchi, della scuola di Guglielmo Caccia detto "il Moncalvo".

#### Cappella Pilotti
La cappella Pilotti (Capela 'd Pilòt) è un'opera architettonica di particolare pregio di Volvera. Si trova fuori del paese a ridosso dell'autostrada Torino-Pinerolo, nei pressi dello svincolo di Volvera.
Era stata costruita come cappella privata da un certo Giuseppe Pilotto all'inizio del XVIII secolo. Fu successivamente ampliata e divenne nel tempo luogo di devozione della comunità cristiana di Volvera.
È stata recentemente restaurata in occasione della costruzione dell'autostrada e ospita occasionalmente eventi culturali.

#### Cappella San Pancrazio
La costruzione di inizio secolo XX, quasi contemporanea della Mole Antonelliana, è modulata secondo un canone tardo neoclassico. La parte inferiore della facciata presenta lesene e colonne in muratura. Al centro dell’ordine superiore si apre un rosone rotondo tra due angeli in cemento e stucco. Un timpano triangolare e due pinnacoli laterali concludono la facciata. Anticamente esisteva sul luogo una cappella dedicata a san Pancrazio martire, patrono di quel rione. Inoltre, la cappella dedicata a San Sebastiano martire venne distrutta dalle soldatesche francesi nelle primavere del 1799 e del 1814, quando saccheggiarono Volvera.

#### Cappella della Consolata
Fu la prima chiesa delle frazioni di Volvera, costruita nel 1849 in un piccolo spazio vicino alla strada antica di Pinerolo. Nel 1918 la cappella fu acquistata dall’avvocato Stefano Bertolini che la affidò alla figlia e, insieme, si impegnarono tenacemente a regolarizzare la posizione canonica e giuridica della chiesetta e a promuoverne un suo devoto utilizzo da parte dei gerbolini (abitanti della frazione  Gerbole di Volvera).

## Società

### Evoluzione demografica
Negli ultimi cinquant'anni, a partire dall'anno 1961, la popolazione residente si è quadruplicata.
Abitanti censiti

## Cultura

### Biblioteca
A Volvera è stata inaugurata la biblioteca comunale nel 2008. Ha sede in una vecchia cascina, adiacente al teatro.

### Teatro
A Volvera è presente il Teatro Bossatis, edificio polifunzionale in cui vengono ospitati spettacoli di teatro e circo, con corsi annessi. Il teatro è gestito dall'associazione no profit "Arte Della Commedia", che gestisce la parte teatrale, e dal 2017 dall'Associazione di promozione sociale Jaqlé, che gestisce la parte del circo. Il teatro è stato inaugurato nel 2008 e ha sede nella ex-cascina Bossatis, accanto alla biblioteca.

## Amministrazione

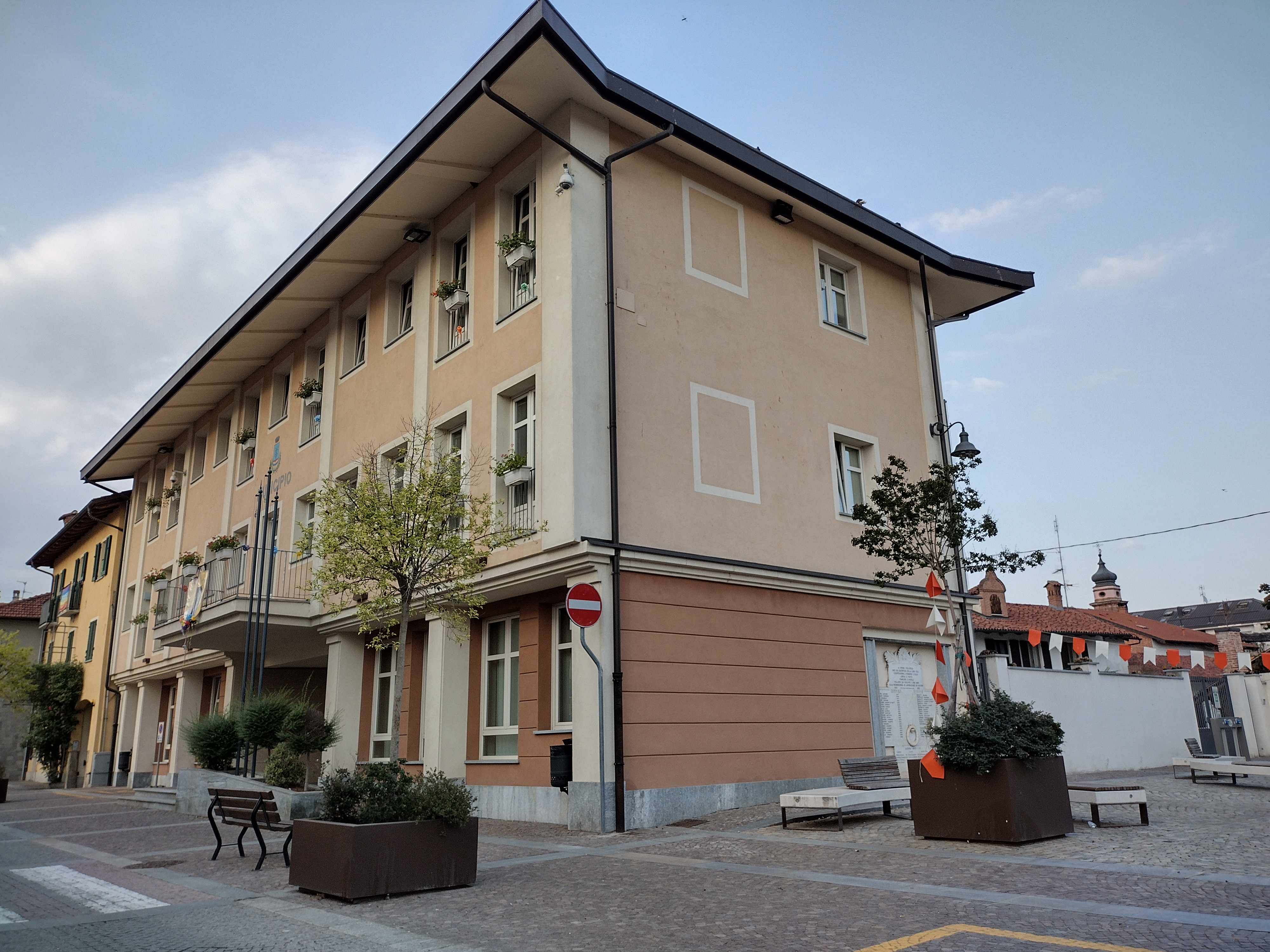
Il municipio

Di seguito è presentata una tabella relativa alle amministrazioni che si sono succedute in questo comune.
| Periodo          | Periodo         | Primo cittadino             | Partito                     | Carica  | Note   |
| ---------------- | --------------- | --------------------------- | --------------------------- | ------- | ------ |
| 14 luglio 1988   | 9 giugno 1990   | Angelo Finello              | Democrazia Cristiana        | Sindaco | [ 12 ] |
| 9 giugno 1990    | 21 ottobre 1993 | Angelo Finello              | Democrazia Cristiana        | Sindaco | [ 12 ] |
| 11 novembre 1993 | 24 aprile 1995  | Benito Sciarappa            | Partito Socialista Italiano | Sindaco | [ 12 ] |
| 24 aprile 1995   | 14 giugno 1999  | Marco Porporato             | centro-sinistra             | Sindaco | [ 12 ] |
| 14 giugno 1999   | 14 giugno 2004  | Marco Porporato             | centro-sinistra             | Sindaco | [ 12 ] |
| 14 giugno 2004   | 8 giugno 2009   | Attilio Vittorio Beltramino | lista civica                | Sindaco | [ 12 ] |
| 8 giugno 2009    | 26 maggio 2014  | Attilio Vittorio Beltramino | lista civica                | Sindaco | [ 12 ] |
| 26 maggio 2014   | 27 maggio 2019  | Ivan Marusich               | lista civica Volverattiva   | Sindaco | [ 12 ] |
| 27 maggio 2019   | 10 giugno 2024  | Ivan Marusich               | lista civica Volverattiva   | Sindaco | [ 12 ] |
| 10 giugno 2024   | in carica       | Francesco D'Onofrio         | lista civica Volverattiva   | Sindaco | [ 12 ] |

## Sport
Gli impianti sportivi comunali si trovano in via Castagnole (due campi polifunzionali per rugby e calcio).

### Rugby
Il Volvera Rugby partecipa con la formazione seniores maschile al Campionato italiano di serie C; la squadra seniores femminile ha vinto il titolo di campione italiano di serie A 2023-2024 e nel 2024-2025 partecipa al Campionato italiano di serie A Élite; inoltre la società ha uno dei più numerosi gruppi di "mini rugbisti" del Piemonte.

### Calcio
L'Atletico Volvera Calcio partecipa al campionato piemontese di seconda categoria.